# Shane Van Dyke
Shane Thomas Van Dyke, född 28 augusti 1979 i Los Angeles i Kalifornien, är en amerikansk skådespelare, manusförfattare och regissör. Han är son till skådespelaren Barry Van Dyke,samt sonson till skådespelaren och underhållaren Dick Van Dyke. Bland hans andra släktingar märks också hans farfars bror Jerry Van Dyke samt faderns kusin Kelly Jean Van Dyke.
Shane Van Dykes genombrott kom i den mindre återkommande rollen som medicinstudenten Alex Smith i CBS-serien Diagnos mord. Han har därefter medverkat i bland annat TV-serien Glamour, samt skrivit och regisserat katastroffilmen Titanic II, där han även agerar som skådespelare.
Shane Van Dyke har på senare år gjort sig känd för att skriva manus till en del filmer och TV-serier. År 2019 skrev han och brodern Carey Van Dyke ett specialiserat filmmanus till vad som skulle komma att bli den Olivia Wilde-regisserade New Line-filmen Don't Worry Darling. Inför filmens premiär i september 2022 valde man även att ta in en annan manusförfattare, Katie Silberman, som skulle komma att göra en del omändringar i bröderna Van Dykes tidigare skrivna manus, vilket sedan även blev filmens officiella handling.

## Skådespelarinsatser (i urval)

### Filmer
- 2010 – Titanic II

### TV-serier
- 1997 – Diagnos mord (TV-serie) (även 1999–2001)
- 2003 – Glamour (TV-serie)

## Filmskaparinsatser (i urval)
- 2010 – Titanic II (regissör och manusförfattare)
- 2011 – A Haunting in Salem (regissör)
- 2012 – Chernobyl Diaries (manusförfattare)
- 2013 – Battledogs (manusförfattare)
- 2019 – The Silence (manusförfattare)
- 2019 – Into the Dark (TV-serie) (manusförfattare)
- 2022 – Don't Worry Darling (berättelseförfattare och producent)